# Skagen Bryghus
Skagen Bryghus er et mikrobryggeri og spisested i Skagen.
Bryghuset blev etableret i 2005 i et nedlagt elværk i Skagen, tæt på byens centrum. René Diget Søgaard Sørensen er brygmester og direktør.
Bryggeriets første øl som blev lanceret 2006 var en pilsnerøl der blev døbt Drachmann efter digteren og maleren Holger Drachmann, en af byens kendte personligheder. Udover denne kan nævnes bl.a. Skawskum, en bayersk øl, Gl. Skagen, en India Pale Ale, Bundgarn, en porter samt Sylvester Guld, en guldøl opkaldt efter maleren og skuespilleren Leif Sylvester, som alle er en del af bryggeriets faste sortiment. 
Derudover har bryggeriet sæsonbestemte øl, f.eks. et sommersortiment som inkluderer Krøyer, en let pilsner opkaldt efter maleren P.S. Krøyer og Nordlys, en hvedeøl, samt julebryg (Klitnisse), påskebryg (Påsketrold) og en vinterøl dobbleltbocken Væltepeter.